# Lasiosina parvipennis
Lasiosina parvipennis är en tvåvingeart som beskrevs av Oswald Duda 1933. Lasiosina parvipennis ingår i släktet Lasiosina och familjen fritflugor. Arten är reproducerande i Sverige. Inga underarter finns listade i Catalogue of Life.